# Leta Semadeni
Leta Semadeni (Scuol, 26 ottobre 1944) è una poetessa e scrittrice svizzera scrive e pubblica in Vallader, un dialetto romancio, e in tedesco, è considerata una delle rappresentanti più importanti della poesia romancia e dell'arte narrativa attuale. La particolarità del suo lavoro è il continuo bilinguismo, in cui ogni lingua giunge alla pari.
Leta Semadeni è cresciuta a Scuol, seconda di quattro fratelli. Suo padre era insegnante di scuola secondaria, scrittore, regista teatrale e drammaturgo Jon Semadeni. Si è diplomata al Hochalpines Institut di Ftan. Semadeni ha poi studiato come germanista ed è diventata insegnante di scuola superiore.
Come insegnante specializzata in materie filologiche, ha insegnato per sette anni alla Scuola ebraica di Zurigo e poi per 22 anni al Lyceum Alpinum Zuoz. Alla Radio e televisione romancia ha lavorato parallelamente all'insegnamento nello spettacolo Il balcun tort .
Nel 2005, ha lasciato il suo lavoro come insegnante per dedicarsi interamente alla scrittura. Nel 2016 è stata una delle vincitrici del premio letterario svizzero, del valore di 25'000 franchi svizzeri.

## Premi
- 2011: Premio letterario grigione, ottenuto il 9 febbraio la bibliothèque cantonale des Grisons à Coira[3].
- 2011: Prix Schiller de la Fondation suisse Schiller, per In mia vita da vuolp / Dans ma vie de renard e per le sue opere liriche. Ritira il premio per l'apertura del Journées de la littérature de Soleureil 2 giugno 2011[4].
- 2016: Prix de littérature suisse, per le sue opere in tedesco Tamangur[5].

## Opere
- Monolog per Anastasia, poema. Nimrod, Zurich 2001, ISBN 3-907139-67-4 . (romancio e tedesco)
- |Poesias da chadafö}, poema, Schlarigna 2006, ISBN 3-908611-29-6 . (romancio e tedesco)
- Tigrin: l'istorgia d'ün giat engiadinais, libro per ragazzi 2007, ISBN 3-908611-31-8 . (romancio e tedesco)
- In mia vita da vuolp poesie Coire 2010, ISBN 978-3-905956-01-6 . (romancio e tedesco)
- Raz. M. Wallimann, Alpnach 2011, ISBN 978-3-905969-04-7 .  (romancio e tedesco)
- Tamangur. Novel. Rotpunktverlag, Zurich 2015, ISBN 978-3-85869-641-0 .